# 2007–2008-as magyar férfi vízilabda-bajnokság (első osztály)
A 2007–2008-as magyar férfi vízilabda-bajnokság a százkettedik magyar vízilabda-bajnokság volt. A bajnokságban tizenkét csapat indult el, a csapatok két kört játszottak. Az alapszakasz után a csapatok play-off rendszerben játszottak a végső helyezésekért.

## Alapszakasz
| #   | Csapat                          | M  | Gy | D | V  | G+  | G-  | P  |
| --- | ------------------------------- | -- | -- | - | -- | --- | --- | -- |
| 1.  | Domino-Bp. Honvéd               | 22 | 20 | 0 | 2  | 332 | 155 | 40 |
| 2.  | Brendon-UPC-ZF-Egri VK          | 22 | 20 | 0 | 2  | 272 | 163 | 40 |
| 3.  | Szeged-Beton VE                 | 22 | 19 | 0 | 3  | 243 | 141 | 38 |
| 4.  | TEVA-Vasas SC-Plaket            | 22 | 17 | 0 | 5  | 276 | 153 | 34 |
| 5.  | Uniqa-Újpesti TE                | 22 | 12 | 1 | 9  | 205 | 208 | 25 |
| 6.  | Ferencvárosi TC-Aprilia         | 22 | 11 | 1 | 10 | 207 | 186 | 23 |
| 7.  | Pécsi VSK-Fűszért-Aquaprofit    | 22 | 8  | 1 | 13 | 202 | 228 | 17 |
| 8.  | Pendola-Szentesi VK-Elektroglob | 22 | 4  | 4 | 14 | 160 | 266 | 12 |
| 9.  | Szolnoki Főiskola VSC           | 22 | 4  | 2 | 16 | 191 | 260 | 10 |
| 10. | OSC-Opus Via                    | 22 | 3  | 3 | 16 | 170 | 253 | 9  |
| 11. | BVSC                            | 22 | 4  | 1 | 17 | 155 | 244 | 9  |
| 12. | Androbau-Fehérvár Póló SE       | 22 | 3  | 1 | 18 | 140 | 296 | 7  |

* M: Mérkőzés Gy: Győzelem D: Döntetlen V: Vereség G+: Dobott gól G-: Kapott gól P: Pont

## Rájátszás

### 1–4. helyért
Elődöntő: Domino-Bp. Honvéd–TEVA-Vasas SC-Plaket 9–15, 8–14, 11–7, 10–11, 9–10 és Brendon-UPC-ZF-Egri VK–Szeged-Beton VE 9–5, 7–2, 9–8
Döntő: Brendon-UPC-ZF-Egri VK–TEVA-Vasas SC-Plaket 11–10, 7–11, 7–10, 6–7
3. helyért: Domino-Bp. Honvéd–Szeged-Beton VE 13–10, 12–6

### 5–8. helyért
5–8. helyért: Uniqa-Újpesti TE–Pendola-Szentesi VK-Elektroglob 10–9, 7–8, 14–5 és Ferencvárosi TC-Aprilia–Pécsi VSK-Fűszért-Aquaprofit 8–9, 10–8, 12–13, 8–6, 13–10
5. helyért: Uniqa-Újpesti TE–Ferencvárosi TC-Aprilia 11–9, 8–10, 9–6
7. helyért: Pécsi VSK-Fűszért-Aquaprofit–Pendola-Szentesi VK-Elektroglob 11–10, 13–9

### 9–12. helyért
9–12. helyért: Szolnoki Főiskola VSC–Androbau-Fehérvár Póló SE 12–15, 8–10, 8–7, 6–7 és OSC-Opus Via–BVSC 5–6, 4–3, 6–5, 6–7
9. helyért: BVSC–Androbau-Fehérvár Póló SE 10–9, 7–9, 11–10
11. helyért: Szolnoki Főiskola VSC–OSC-Opus Via 7–9, 7–11